# Maniac Cop 3 - Il distintivo del silenzio
Maniac Cop 3 - Il distintivo del silenzio (Maniac Cop III: Badge of Silence) è un film horror poliziesco del 1992 diretto da William Lustig, terzo della serie del personaggio Maniac Cop.

## Trama
L'agente Matt Cordell giace in una bara, morto. Ma Houngan, uno sciamano vudù, lo riporta in vita attraverso un rito, poiché lo spirito del poliziotto non ha ancora trovato pace. Cordell viene a sapere che Katie Sullivan, una poliziotta ingiustamente dipinta come violenta da una coppia di reporter disonesti, è in coma dopo un'operazione di polizia finita male. Quando scopre che l'ospedale dov'è ricoverata sta pensando di staccarle la spina, Cordell decide di intervenire per evitarlo, e finisce per uccidere due medici e i due reporter. L'investigatore Sean McKinney e la dottoressa Susan Fowler cominciano a indagare sui quattro omicidi.